# Governo Berisha II
Il Governo Berisha II è stato il 64º governo dell'Albania, in carica dal 17 settembre 2009 al 15 settembre 2013. Si è formato in seguito alle elezioni parlamentari del 2009, che hanno visto la vittoria del Partito Democratico per la seconda volta consecutiva.
A causa dell'avvicinamento del Movimento Socialista per l'integrazione, al governo insieme al Partito Democratico, al Partito Socialista in vista delle elezioni parlamentari del 2013, il 3 aprile 2013 Berisha ha espulso dalla coalizione il Movimento, procedendo ad un rimpasto di governo.

## Situazione parlamentare
| Camera    | Collocazione     | Partiti                    | Seggi    |
| --------- | ---------------- | -------------------------- | -------- |
| Assemblea | Governo          | PDSH (68), LSI (4), PR (1) | 73 / 140 |
| Assemblea | Appoggio esterno | PDI (1)                    | 1 / 140  |
| Assemblea | Opposizione      | PSSH (65), PBDNJ (1)       | 66 / 140 |

## Composizione
Al momento dell'insediamento, il Governo era composto da 15 ministri (esclusi il Primo ministro e il vice Primo ministro), di cui uno senza portafoglio.
     Partito Democratico d'Albania
     Partito della Libertà d'Albania
     Partito Repubblicano d'Albania
| Carica                                                                       | Titolare | Titolare | Titolare                                         | Partito politico | Partito politico |
| ---------------------------------------------------------------------------- | -------- | -------- | ------------------------------------------------ | ---------------- | ---------------- |
| Primo ministro                                                               |          |          | Sali Berisha                                     | PDSH             |                  |
| Vice primo ministro                                                          |          |          | Ilir Meta (fino al 17/01/2011)                   | LSI              |                  |
| Vice primo ministro                                                          |          |          | Edmond Haxhinasto (dal 20/01/2011 al 03/04/2013) | LSI              |                  |
| Vice primo ministro                                                          |          |          | Myqerem Tafaj (dal 04/04/2013)                   | PDSH             |                  |
| Ministro delle finanze                                                       |          |          | Ridvan Bode                                      | PDSH             |                  |
| Ministro degli affari interni                                                |          |          | Lulzim Basha (fino al 21/04/2011)                | PDSH             |                  |
| Ministro degli affari interni                                                |          |          | Bujar Nishani (dal 21/04/2011 al 22/06/2012)     | PDSH             |                  |
| Ministro degli affari interni                                                |          |          | Flamur Noka (dal 24/06/2012)                     | PDSH             |                  |
| Ministro della difesa                                                        |          |          | Arben Imami                                      | PDSH             |                  |
| Ministro degli esteri                                                        |          |          | Ilir Meta (fino al 14/09/2010)                   | LSI              |                  |
| Ministro degli esteri                                                        |          |          | Edmond Haxhinasto (dal 14/09/2010 al 02/07/2012) | LSI              |                  |
| Ministro degli esteri                                                        |          |          | Edmond Panariti (dal 02/07/2012 al 04/04/2013)   | LSI              |                  |
| Ministro degli esteri                                                        |          |          | Aldo Bumçi (dal 04/04/2013)                      | PDSH             |                  |
| Ministro dell'integrazione                                                   |          |          | Majlinda Bregu                                   | PDSH             |                  |
| Ministro della giustizia                                                     |          |          | Bujar Nishani (fino al 21/04/2011)               | PDSH             |                  |
| Ministro della giustizia                                                     | vacante  |          |                                                  |                  |                  |
| Ministro della giustizia                                                     |          |          | Eduard Halimi (dal 21/07/2011)                   | LSI              |                  |
| Ministro dei lavori pubblici e dei trasporti                                 |          |          | Sokol Olldashi                                   | PDSH             |                  |
| Ministro dell'istruzione e della scienza                                     |          |          | Myqerem Tafaj (dal 04/04/2013)                   | PDSH             |                  |
| Ministro dell'economia, del commercio e dell'energia                         |          |          | Dritan Prifti (fino al 14/09/2010)               | LSI              |                  |
| Ministro dell'economia, del commercio e dell'energia                         |          |          | Ilir Meta (dal 17/09/2010 al 17/01/2011)         | LSI              |                  |
| Ministro dell'economia, del commercio e dell'energia                         |          |          | Nasip Naço (dal 20/01/2011 al 25/06/2012)        | LSI              |                  |
| Ministro dell'economia, del commercio e dell'energia                         |          |          | Edmond Haxhinasto (dal 03/07/2012 al 03/04/2013) | LSI              |                  |
| Ministro dell'economia, del commercio e dell'energia                         |          |          | Florjon Mima (dal 04/04/2013)                    | PDSH             |                  |
| Ministro della salute                                                        |          |          | Petrit Vasili (fino al 25/06/2012)               | LSI              |                  |
| Ministro della salute                                                        |          |          | Vangjel Tavo (dal 03/07/2012 al 03/04/2013)      | LSI              |                  |
| Ministro della salute                                                        |          |          | Halim Kosova (dal 04/04/2013)                    | PDSH             |                  |
| Ministro dell'agricoltura, dell'alimentazione e della tutela dei consumatori |          |          | Genc Ruli                                        | PDSH             |                  |
| Ministro del turismo, della cultura, della gioventù e dello sport            |          |          | Ferdinand Xhaferaj (fino al 21/07/2011)          | PDSH             |                  |
| Ministro del turismo, della cultura, della gioventù e dello sport            |          |          | Aldo Bumçi (dal 25/07/2011 al 03/04/2013)        | PDSH             |                  |
| Ministro del turismo, della cultura, della gioventù e dello sport            |          |          | Visar Zhiti (dal 04/04/2013)                     | PDSH             |                  |
| Ministro dell'ambiente, delle foreste e dell'amministrazione delle acque     |          |          | Fatmir Mediu                                     | PR               |                  |
| Ministro del lavoro, degli affari sociali e delle pari opportunità           |          |          | Spiro Ksera                                      | PDSH             |                  |
| Ministro di Stato per i rapporti con il Parlamento                           |          |          | Genc Pollo                                       | PDSH             |                  |
| Ministro per l'innovazione e l'informazione digitale                         |          |          | Genc Pollo                                       | PDSH             |                  |